# Красовський Іван (тенор)
Іван Красовський (Тодорюк Іван Іванович; нар. 15 лютого 1968, с. Рідківці, Новоселицький район, Чернівецька область) — співак, баритональний тенор, соліст Академічного ансамблю пісні і танцю Державної прикордонної служби України. Заслужений артист України (2002). Лауреат Міжнародного фестивалю «Веселка» в Угорщині (1993), Всеукраїнського  конкурсу «Доля» (1994) у Чернівцях, Всеукраїнського «Пісенного вернісажу» (2002), володар гран-прі фестивалю сучасного романсу «Осіннє рандеву» у Миргороді (2003).

## Життєпис
Тодорюк Іван Іванович народився на Буковинській землі, яка подарувала багато композиторів, музикантів, співаків. Тільки у Новоселицькому районі народилися: композитор Степан Сабадаш; співаки Софія та Ауріка Ротару, Лілія Сандулеса; музиканти Георгій Агратіна, Дмитро Попичук та Федір Каптар.
Народився Іванко Тодорюк у селянській сім'ї — мама Домка Василівна, що працювала поштаркою, і батько Іван Дмитрович, розповідали про співучого діда Василя. Красовською була його бабуся. Тож його талант до співу помітили односельці ще в школі. У 12-річному віці він уже співав у сільському хорі і пишався тим, що стояв поруч із головою їхнього колгоспу.
Освіту здобував у Чернівецькому музичному училищі, де йому поталанило вчитися співати у прекрасного професіонала, педагога — Аделіни Іванівни Поги. Після другого курсу музучилища Івана Тодорюка призвали до війська і три роки він відслужив у місті Севастополі в ансамблі «Хвиля» (рос. «Волна»). Саме тут він здобув навички концертної роботи.
Після служби на флоті працював у багатьох колективах і багато гастролював. У концертних подорожах, під час спілкування з відомими артистами, співак набирався досвіду та майстерності. Після багатьох років плідної праці в знаних музичних колективах Іван Красовський обрав Академічний ансамбль пісні і танцю Державної прикордонної служби України. 
З 2018 року проживає в  США в місті Лос Анджелес, де відкрив свою студію звукозапису і вокальну школу «LaVox».

## Альбоми
- 2006 — «Захистимо Україну»Пісня Альфа [Архівовано 4 квітня 2015 у Wayback Machine.].
- 2007 — «Разом з друзями» дует з Боднарук Жанна Artur Music. Пісня Любові таїна [Архівовано 26 квітня 2015 у Wayback Machine.]> муз. Анатолій Карпенко сл. Ткач Михайло Миколайович.
- 2010 — «День Ангела».

## Відео
- Красовський Іван. Ой,ти дівчино, з горіха зерня youtube.com
- Красовський Іван. Косовиця [Архівовано 26 березня 2016 у Wayback Machine.] youtube.com
- Інтерв'ю Івана Красовського. Передача "На відстані душі" [Архівовано 18 серпня 2017 у Wayback Machine.] youtube.com
- Концерт до 35-річчя Ансамблю пісні і танцю Прикордонної служби України [Архівовано 5 квітня 2016 у Wayback Machine.] youtube.com
- Іван Красовський. Передача «Особистості» — телеканал «Культура» [Архівовано 10 серпня 2017 у Wayback Machine.] youtube.com